# 마거릿 듀몬트

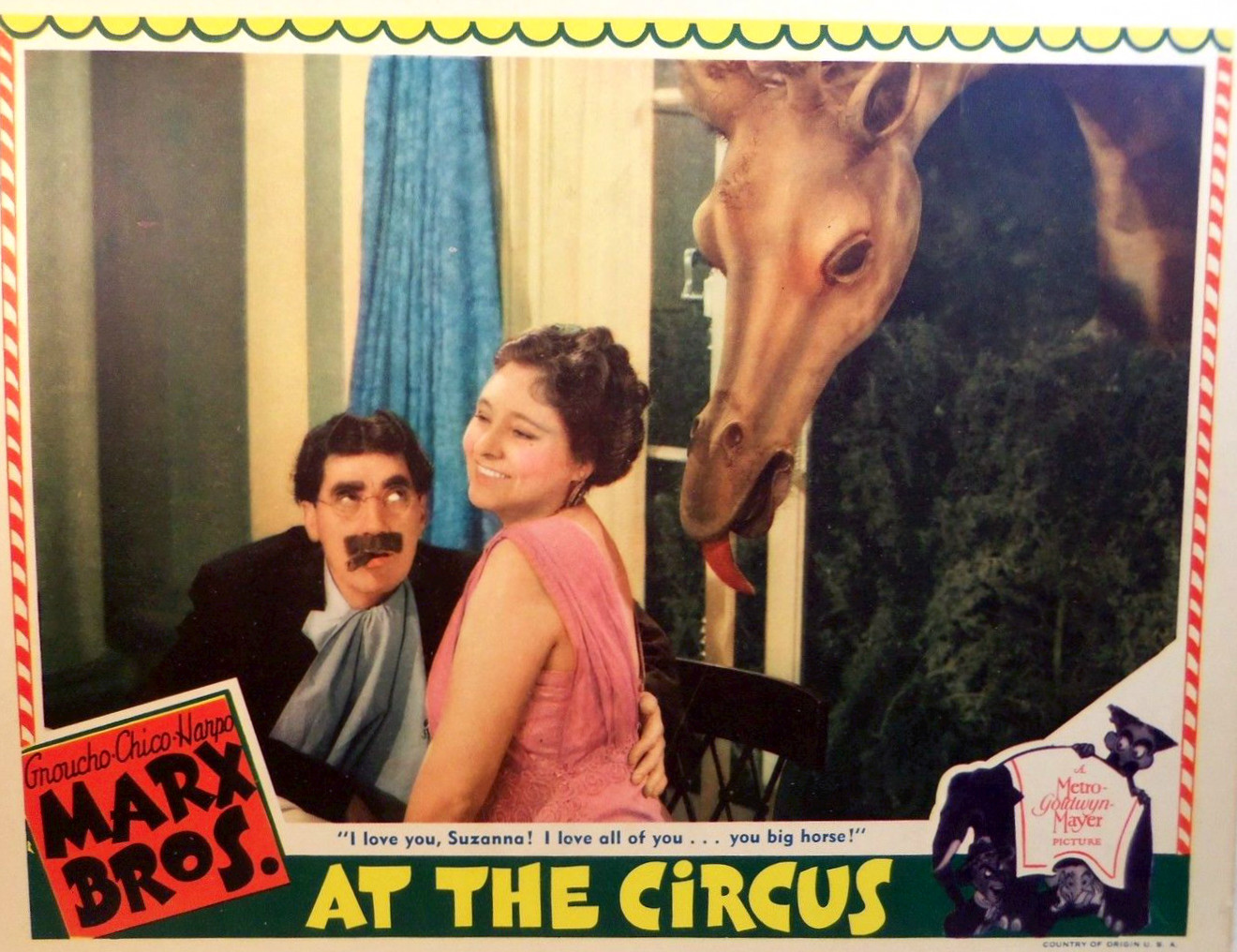

마거릿 듀몬트(Margaret Dumont, 1882년 10월 20일 ~ 1965년 3월 6일)는 미국의 영화배우, 연극 배우, 오페라 가수이다.
브루클린에서 태어났으며 할리우드에서 사망하였다. 사인은 심근 경색이다.

## 영화
- 루이자의 선택 (1964년)
- 앤티 맘 (1958년)
- 쉐이크, 래틀 & 락! (1956년)
- 다이아몬드 호슈즈 (1945년)
- 수영하는 미녀 (1944년)
- 업 인 암스 (1944년)
- 싱 유어 워리스 어웨이 (1942년)
- 빅 스토어 (1941년)
- 여자들 (1939년)
- 서커스에서 (1939년)
- 라이프 오브 더 파티 (1937년)
- 경마장의 하루 (1937년)
- 애니씽 고즈 (1936년)
- 렉클리스 (1935년)
- 오페라의 밤 (1935년)
- 식은 죽 먹기 (1933년)
- 파티 대소동 (1930년)
- 코코넛 대소동 (1929년)